# Абакумов, Сергей Иванович
Серге́й Ива́нович Абаку́мов (4 июня [23 мая] 1890, Чебоксары — 7 мая 1949) — советский языковед, доктор филологических наук, профессор. Член-корреспондент АПН РСФСР (1947).

## Биография
Родился 23 мая (4 июня) 1890 года в Чебоксарах.
В 1912 году окончил историко-филологический факультет Казанского университета с дипломом первой степени. Получил золотую медаль за сочинение «Богатырское слово в записке Буслаева и Барсова». 
Получив высшее образование переехал в Москву, где работал преподавателем и вёл научную работу в некоторых вузах и научно-исследовательских учреждениях, среди которых такие как МГПИ им. В. И. Ленина (1933—1941) и НИИ методов обучения АПН (1944—1949). Защитив диссертацию «Пунктуация в памятниках русской письменности XI—XVII вв.: очерки по истории пунктуации», получил степень доктора филологических наук.
С 1930 по 1942 годы сотрудничал с коллективами по подготовке школьных учебных программ. Абакумов рассматривал очень тесно лингвистику и методику преподавания, и в итоге пришёл к выводу, что учащимся необходимо давать представление о русском языке как о целостной системе. Учёный выделял практическую важность упражнений при овладении нормами правильной грамматически и стилистически построенной литературной речи. Именно он разработал классификацию стилистических ошибок, пусть и примерную, а также программу работы по стилистике в школе. Абакумов придавал огромное значение развитию речевых способностей учащихся. Он работал над оригинальной теорией и новой методикой чтения («Творческое чтение», 1925). Большинство его идей актуальны и сегодня. Среди них такие идеи, как идея о необходимости «активного» чтения, творческого усвоения текста, идея о различном методическом подходе к чтению деловых и художественных текстов, идея о методах ведения беседы в форме «вопрос-ответ» и многие другие. Сергей Иванович сформировал теоретические и лингвистические основы пунктуации русского языка, и позже на этой базе основал методику обучения пунктуации в средней школе. 
Основное внимание языковед уделял проблемам обучения русскому языку в вузах, а также при подготовке педагогических кадров. Его книга «Современный русский литературный язык», выпущенная в 1942 году, стала первым подобным учебным пособием для педагогических вузов. В этой книге наиболее полно и систематически грамотно преподносятся все разделы программы обучения, а также дан краткий обзор истории грамматических учений.
Умер в Москве 7 мая 1949 года.